# 喬赫拉克河
喬赫拉克河（俄语：Чохрак），是俄羅斯的河流，位於該國西南部，屬於拉巴河的左支流，流經阿迪格共和國和克拉斯諾達爾邊疆區，河道全長84公里，流域面積601平方公里。